# サワンナケート県
サワンナケート県（サワンナケートけん）は、ラオス・南部（もしくは中部）の県の一つ。県内にはクメール遺跡や、恐竜の化石などが見つかっている。また、タイからベトナムへ抜ける地点でもあり、国外の観光客も多く訪れる。

## 行政区分
1. 13-03 アートサパントーン郡（英語版）
2. 13-13 アートサポーン郡（英語版）
3. 13-09 チャムポーン郡（英語版）
4. 13-01 カイソーン・ポムウィハーン郡（旧名カンタブーリー郡）
5. 13-06 ノーン郡（英語版）
6. 13-02 ウトゥムポーン郡（英語版）
7. 13-15 ターパーラーンサイ郡（英語版）
8. 13-04 ピーン郡（英語版）
9. 13-05 セーポーン郡（英語版）
10. 13-08 ソーンコーン郡（英語版）
11. 13-07 ターパーントーン郡（英語版）
12. 13-12 ウィーラブーリー郡（英語版）
13. 13-11 サイブーリー郡（英語版）
14. 13-14 サイプートーン郡（ベトナム語版）
15. 13-10 ソンブーリー郡（英語版）

## 交通
- メコン川のタイ・ラオス間に2番目に架けられた第2タイ＝ラオス友好橋（ムックダーハーン・サワンナケート間）によって、東西経済回廊の一翼を担っている。